# Крістен Конноллі
Крістен Нора Конноллі (англ. Kristen Nora Connolly; нар. 12 липня 1980, Монтклер, Нью-Джерсі) — американська акторка.

## Кар'єра
Конноллі народилася в Монтклейрі, Нью-Джерсі. На початку кар'єри вона зіграла кілька незначних ролей у кіно і з'явилася в епізодах серіалів «Новий Амстердам» та «Закон і порядок: Злочинний намір», а 2008 року взяла на себе другорядну роль у денній мильній опері CBS «Як обертається світ». Після виходу з шоу вона з'явилася в серіалах «Сестра Джекі» та «Хороша дружина», а у 2012 році зіграла провідні ролі у фільмах жахів «Хижа в лісі» та «Затока». Потім вона отримала роль в екранізації новели Стівена Кінга «Добрий шлюб».
У 2017 році акторку можна було побачити у біографічній драмі «Брехун, Великий та Жахливий».
На телебаченні, Конноллі найбільш відома завдяки ролі Крістіни Галлагер у серіалі Netflix «Картковий будиночок», де вона почала зніматися у 2013 році. 
У 2014 році вона знялася з Едрієном Броуді у мінісеріалі History «Гудіні». Потім вона отримала одну з центральних ролей у серіалі ABC «Шепіт», замінивши Бріанну Браун, що знялася в оригінальному пілотному епізоді.

## Особисте життя
Конноллі має сина, Стівена (нар. у липні 2018), від Стівена О'Райллі.